# Frienger
Singles de Ai Ōtsuka
Planetarium
(2005) Yumekui
(2006)
Frienger (フレンジャー) est le 11e single de Ai Ōtsuka sorti sous le label Avex Trax le 12 avril 2006 au Japon. Il atteint la 2e place du classement de l'Oricon. Il se vend à 70 414 exemplaires la première semaine, et reste classé pendant 19 semaines, pour un total de 173 115 exemplaires vendus. Le titre vient de l'association de deux mots anglais "Friend" et "Ranger".
Frienger a été utilisé comme campagne publicitaire pour au de Toshiba MUSIC-HDD W41T, et comme thème musical pour l'émission SPORTS Uruguzu. Amai Kimochi Maru Kajiri a été utilisé comme campagne publicitaire pour music.jp. Frienger se trouve sur l'album Love Piece,     Amai Kimochi Maru Kajiri se trouve sur la compilation Love Is Best.

## Liste des titres
| 1. | Frienger (フレンジャー)                                        | 3:48 |
| 2. | Amai Kimochi Maru Kajiri (甘い気持ちまるかじり)                | 4:17 |
| 3. | Frienger (instrumental) (フレンジャー)                         | 3:48 |
| 4. | Amai Kimochi Maru Kajiri (instrumental) (甘い気持ちまるかじり) | 4:14 |

| 1. | Frienger (フレンジャー) |  |

### Interprétations à la télévision
- Hey! Hey! Hey! (3 avril 2006)
- Music Fighter (15 avril 2006)
- Music Station (21 avril 2006)
- MelodiX! (22 avril 2006)
- CDTV (22 avril 2006)
- Pop Jam DX (1er mai 2006)
- Utaban (4 mai 2006)
- Sakigake Ongaku Banzuke (29 décembre 2006)
- CDTV SP (31 décembre 2006)